# 广东人民抗日游击队东江纵队路东干部训练班
广东人民抗日游击队东江纵队路东干部训练班，位于中国广东省东莞市东莞市清溪镇铁场村，为东莞市的一个市、县级文物保护单位，类型为近现代重要史迹及代表性建筑，公布时间为1982年8月24日。
广东人民抗日游击队东江纵队路东干部训练班的历史年代为抗日战争时期。